# Château de Saint-Remy-en-l'Eau
Le château de Saint-Remy-en-l'Eau est situé sur le territoire de la commune de Saint-Remy-en-l'Eau, dans le département de l'Oise.

## Historique
L'actuel château est construit à la fin du XVIIIe siècle avec chapelle adjacente par Charles Claude Flahaut de La Billarderie, comte d'Angiviller, surintendant des Bâtiments de France de Louis XVI.
Les façades et toitures du château, de la chapelle, des communs et du pigeonnier ainsi que l'escalier intérieur du château sont inscrits au titre des monuments historiques par arrêté du 4 février 1987. Le jardin d'agrément avec ses deux ailes d'accès, ses murs de clôture, sa cour d'honneur des communs et sa balustrade, les dépendances de la cour du colombier et la maison du gardien sont inscrits par arrêté d'inscription complémentaire du 9 avril 2024.

## Description
Le château, en briques et pierres, comporte un avant-corps central en faible saillie et deux pavillons latéraux. Il comporte deux étages et un comble avec lucarnes. 
Les communs forment un ensemble imposant et remarquable en pierres appareillées de plan en U. Une chapelle et un colombier complètent cet ensemble. Il succède à un manoir du XVIe siècle dont subsistent trois tours en brique.

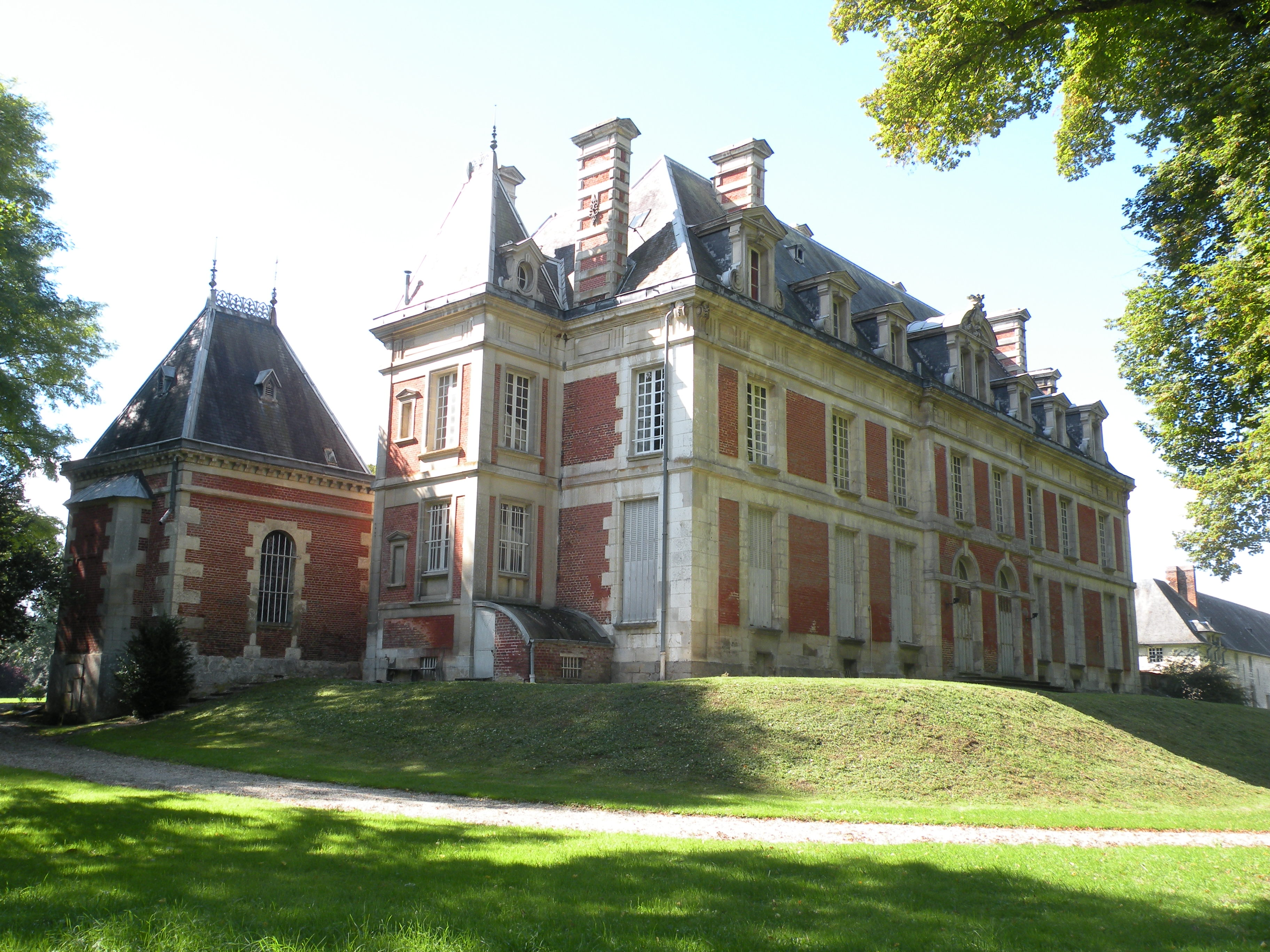
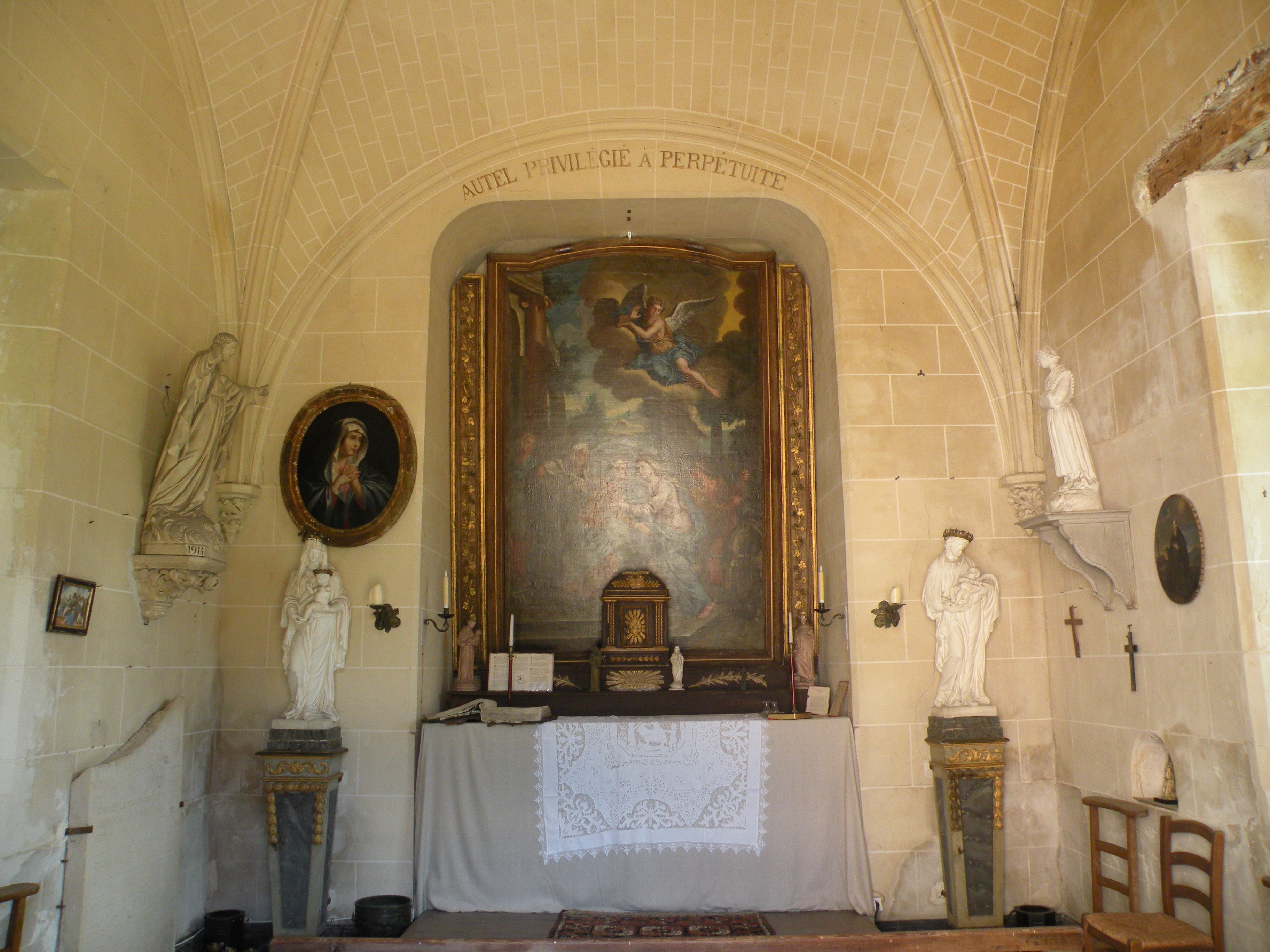
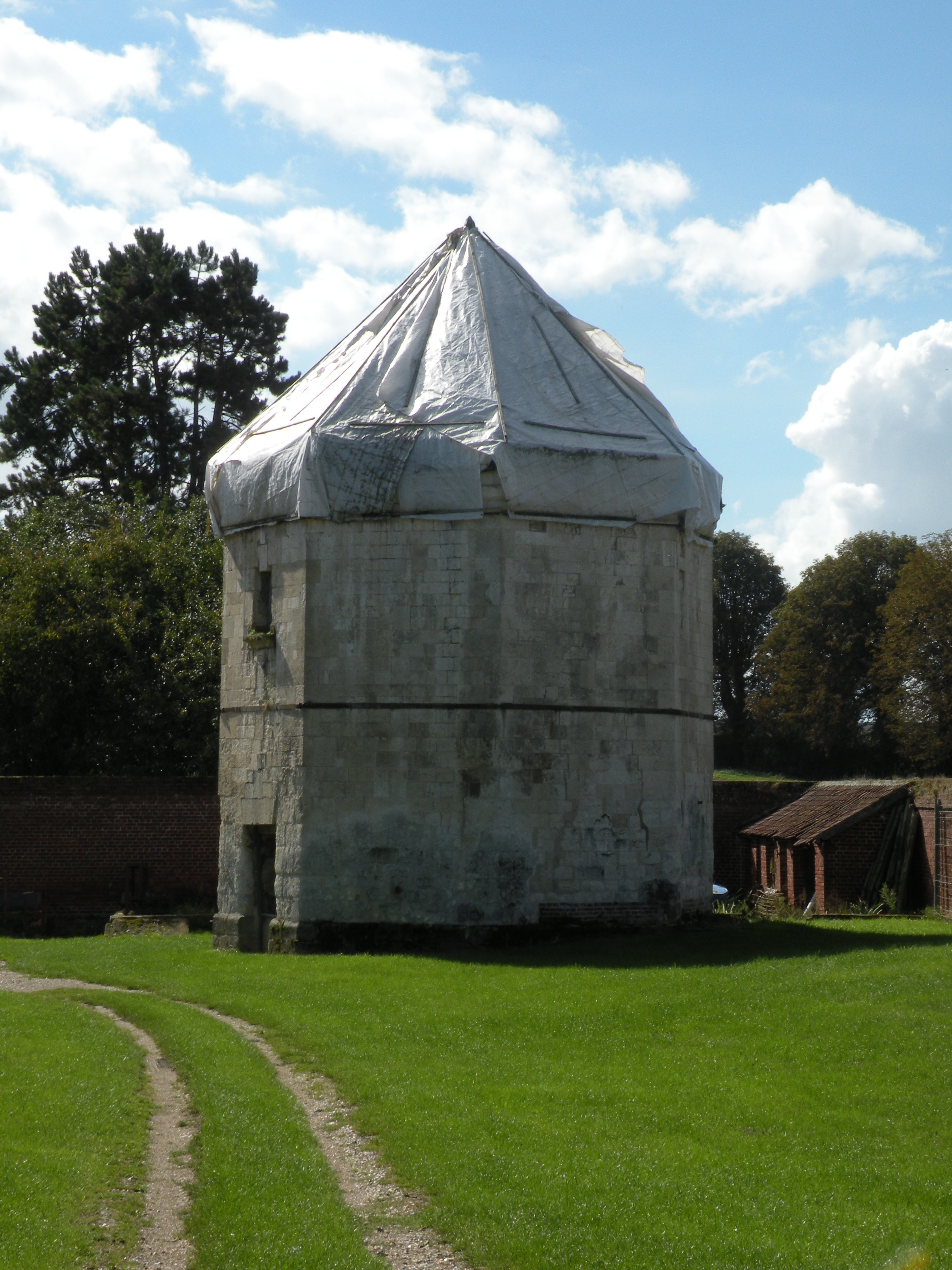
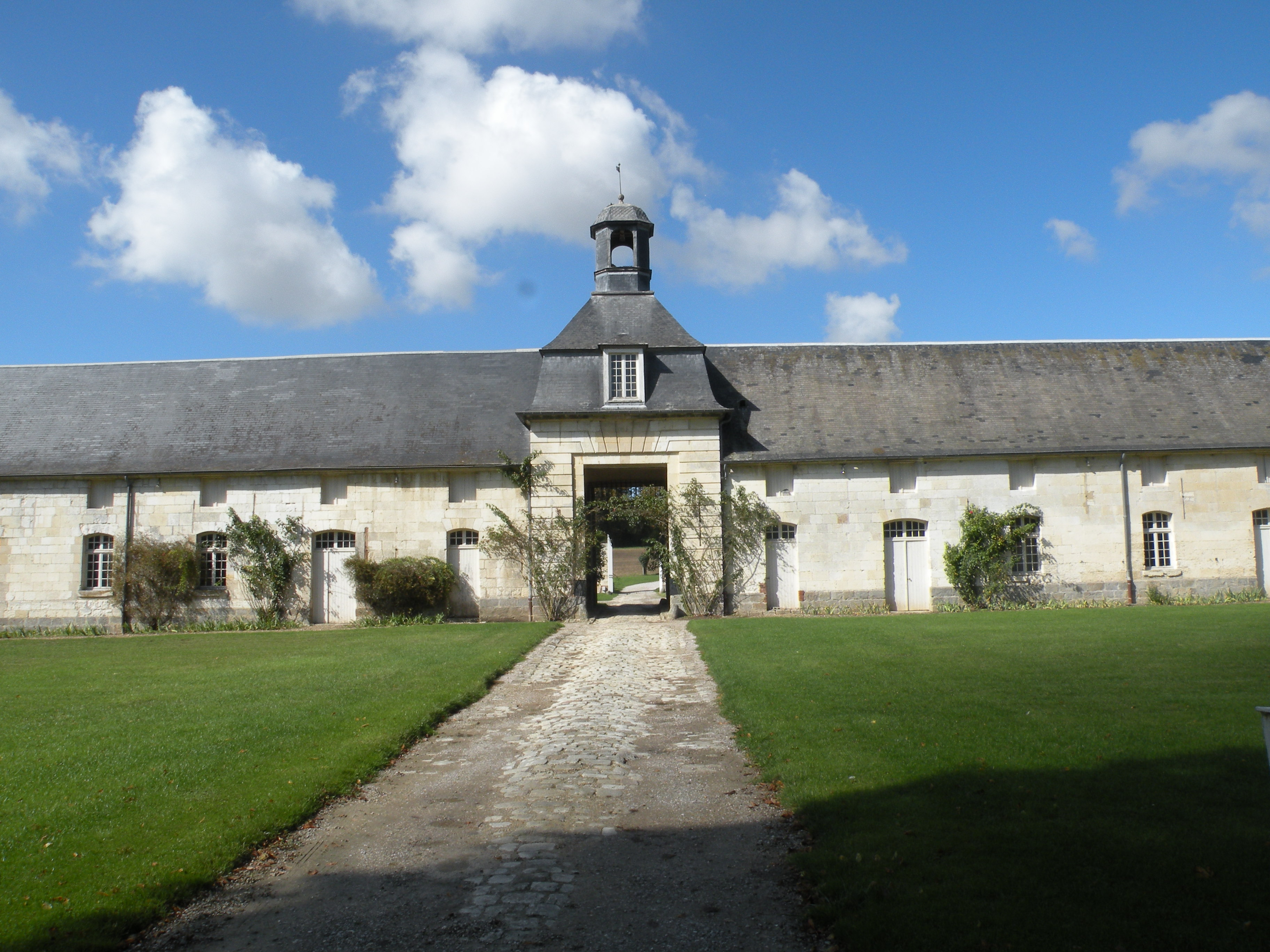
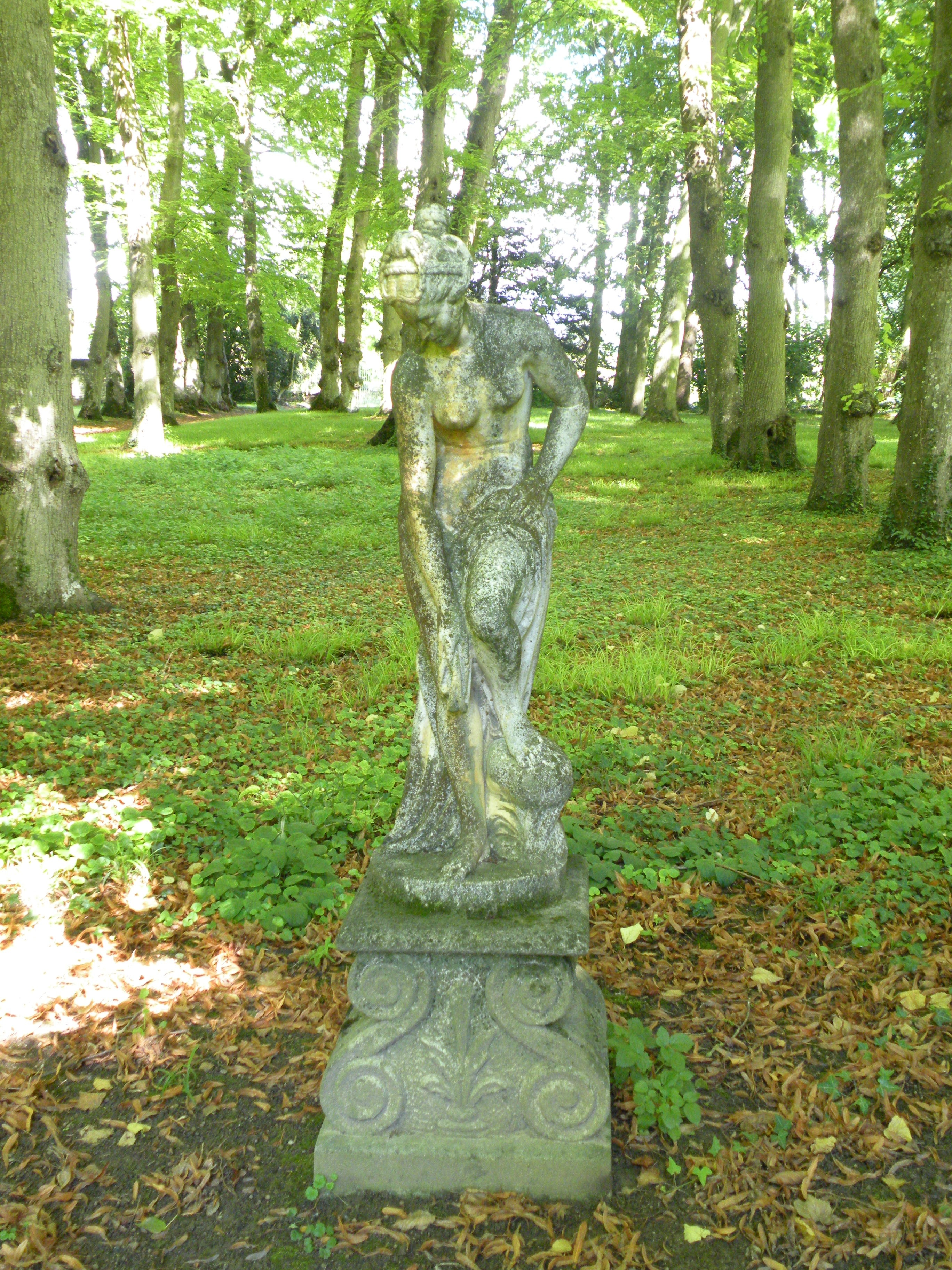